# Pseudonapomyza malheri
Pseudonapomyza malheri är en tvåvingeart som beskrevs av Singh och Ipe 1973. Pseudonapomyza malheri ingår i släktet Pseudonapomyza och familjen minerarflugor. Inga underarter finns listade i Catalogue of Life.